# Electron (rakieta)
Electron – rakieta nośna zaprojektowana i skonstruowana przez amerykańskie przedsiębiorstwo Rocket Lab zdolna do wyniesienia ładunku o masie nieprzekraczającej 200 kg na 500 km orbitę heliosynchroniczną lub 300 kg na niską orbitę okołoziemską.

## Budowa
W 2013 roku Rocket Lab rozpoczął prace projektowe nad rakietą pozwalającą zająć firmie wiodącą pozycje na rynku dostaw na orbitę lekkich satelitów z kosztami nieprzekraczającymi 5 milionów dolarów za misje. Efektem tych prac oraz późniejszego doskonalenia projektu było skonstruowanie dwustopniowej rakiety, wykonanej w dużej mierze z włókien węglowych z możliwością rozbudowania jej o dodatkowy trzeci stopień (Kick stage) wynoszący ładunek na docelową orbitę.

### Pierwszy stopień
Pierwszy stopień wykorzystuje dziewięć silników Rutherford wytwarzanych w technologii druku 3D, napędzanych kerozyną (RP-1) i ciekłym tlenem (LOx) w roli utleniacza. Zapewniają one od 162 kN do maksymalnie 192 kN ciągu na poziomie morza i charakteryzują się impulsem właściwym na poziomie 303 sekund. Układ silników przypomina ten zastosowany w konstrukcji rakiety Falcon 9 firmy SpaceX. Osiem z silników montowanych jest dookoła podstawy pierwszego stopnia rakiety, dziewiąty natomiast znajduje się w centrum pomiędzy pozostałymi. To co wyróżnia konstrukcję silników Rocket Labu na tle konkurencji to system zasilania turbopomp wtłaczających mieszankę paliwową do komór spalania silników. Wykorzystuje on pompy elektryczne pozwalające na uproszczenie całej konstrukcji a także daje większe możliwości sterowania ciągiem. Rozwiązanie to pozwala także zredukować zużycie paliwa, którego część w standardowej konstrukcji silnika rakietowego napędza pompy paliwowe i nie bierze aktywnego udziału w wytwarzaniu ciągu. Baterie zasilające pompy pierwszego stopnia rakiety Electron dostarczają 1 MW energii elektrycznej i są eksploatowane w ciągu pierwszych 150 sekund lotu. Wymiary pierwszego stopnia to 1,2 metra średnicy i 12,1 metra długości, jego waga to 950 kg, mieści się w nim 9,25 tony mieszanki paliwowej.

### Drugi stopień
Drugi stopień składa się z pojedynczej jednostki Rutherford zaadaptowanej do pracy w warunkach próżni kosmicznej. Tu także jako paliwo zastosowano mieszankę LOx i RP-1 wtłaczaną do komory spalania pompą zasilaną elektrycznie. Po rozładowaniu dwóch z trzech baterii zasilających pompę są one odłączane i odrzucane w celu zmniejszenia masy drugiego stopnia a tym samym zwiększenia generowanego ciągu. Silnik zastosowany w drugim stopniu rakiety generuje 22 kN ciągu i posiada impuls właściwy wynoszący 333 sekundy. Drugi stopień posiada taką samą średnicę jak pierwszy (1,2 m) a jego długość to 2,4 metra. Jego masa wynosi 250 kg i mieści się w nim 2,05 tony mieszanki paliwowej. 

### Kick stage
Rocket Lab jest w stanie doposażyć rakietę Electron w trzeci stopień (Kick stage) pozwalający na precyzyjne umieszczenie ładunku na docelowej orbicie. Umożliwia to konstrukcja adaptera z platformą ładunkową w sposób zezwalający na montaż dodatkowego silnika - Curie. Silnik ten generuje 120 N ciągu i może być wielokrotnie uruchamiany. Tak samo jak silniki pierwszego i drugiego stopnia wytwarzany jest w technologii druku 3D, jego średnica i długość to odpowiednio 1,2 i 0,5 metra.
W kwietniu 2019 roku Rocket Lab zapowiedział prace nad zmodernizowaną wersją modułu Kick stage. Nowe, ulepszone wydanie tego komponentu otrzymało nazwę Photon i wyposażone zostało w dodatkowe struktury zapewniające transportowanemu ładunkowi zasilanie, komunikacje, pozycjonowanie a także magazyn danych. Takie rozwiązanie pozwala producentom satelitów pominięcie prac nad wdrażaniem tych systemów w swoich produktach i umożliwia skupienie się na rozwoju w głównych sferach ich działania. Photon rozbudowany o dodatkowe zbiorniki paliwa będzie w stanie wynieść 40 kg ładunku na orbity MEO, HEO a także pozwoli na realizacje misji księżycowych i międzyplanetarnych. Pierwszą z planowanych misji z wykorzystaniem modułu Photon będzie wyniesienie na orbitę Księżyca miniaturowego satelity CAPSTONE (Cislunar Autonomous Positioning System Technology Operations and Navigation Experiment) należącego do NASA. Misja ta będąca częścią Programu Artemis ma zostać zrealizowana na początku 2021 roku.

### Owiewka
Przestrzeń ładunkowa podczas startu jest chroniona przez dwuelementową owiewkę o długości 2,5 metra i 1,2 metra szerokości. Dzięki zastosowaniu kompozytu z włókien węglowych jej waga wynosi 44 kilogramy. Po wyniesieniu ładunku ponad ziemską mezosferę na wysokości 126 kilometrów następuje separacja owiewki z wykorzystaniem systemu pneumatycznego.

## Historia startów
| Nr misji | Nazwa misji                      | Data i godzina startu (UTC) | Miejsce startu  | Klient | Masa ładunku | Misja         |
| -------- | -------------------------------- | --------------------------- | --------------- | --- | ------------ | ------------- |
| 2017     |                                  |                             |                 | |              |               |
| 1        | It's a Test                      | 25 maj 2017, 04:20          | Mahia, LC-1A    | | 10 kg        | Niepowodzenie |
| 2018     |                                  |                             |                 | |              |               |
| 2        | Still Testing                    | 21 stycznia 2018, 02:43     | Mahia, LC-1A    | Planet; Spire | 23 kg        | Sukces        |
| 3        | It's Business Time               | 11 listopada 2018, 03:50    | Mahia, LC-1A    | Spire Global; Tyvak Nano-Satellite Systems; Fleet Space Technologies; Irvine CubeSat Stem Program | 45 kg        | Sukces        |
| 4        | NASA ELaNa-19                    | 16 grudnia 2018, 06:33      | Mahia, LC-1A    | NASA | 78 kg        | Sukces        |
| 2019     |                                  |                             |                 | |              |               |
| 5        | DARPA R3D2                       | 28 marca 2019, 23:27        | Mahia, LC-1A    | DARPA | 150 kg       | Sukces        |
| 6        | STP-27RD                         | 5 maja 2019, 06:00          | Mahia, LC-1A    | USAF Space Test Program | 180 kg       | Sukces        |
| 7        | Make it Rain                     | 29 czerwca 2019, 04:30      | Mahia, LC-1A    | Spaceflight | 80 kg        | Sukces        |
| 8        | Look Ma, No Hands                | 19 sierpnia 2019, 12:12     | Mahia, LC-1A    | Spaceflight; USAF Space Test Program | 80 kg        | Sukces        |
| 9        | As The Crow Flies                | 17 listopada 2019, 01:22    | Mahia, LC-1A    | Astro Digital | 20 kg        | Sukces        |
| 10       | Running Out Of Fingers           | 6 grudnia 2019, 08:18       | Mahia, LC-1A    | Alba Orbital; Spaceflight | 77 kg        | Sukces        |
| 2020     |                                  |                             |                 | |              |               |
| 11       | Birds of a Feather               | 31 stycznia 2020, 02:56     | Mahia, LC-1A    | NRO (National Reconnaissance Office) |              | Sukces        |
| 12       | Don't Stop Me Now                | 13 czerwca 2020, 05:12      | Mahia, LC-1A    | ANDESITE; NRO (National Reconnaissance Office) |              | Sukces        |
| 13       | Pics Or It Didn't Happen         | 4 lipca 2020, 21:19         | Mahia, LC-1A    | Canon Electronics; Planet; In-Space Missions |              | Niepowodzenie |
| 14       | I Can't Believe It's Not Optical | 31 sierpnia 2020, 03:05     | Mahia, LC-1A    | Capella Space | 100 kg       | Sukces        |
| 15       | In Focus                         | 28 października 2020, 21:21 | Mahia, LC-1A    | Planet; Canon Electronics | 80 kg        | Sukces        |
| 16       | Return to Sender                 | 20 listopada 2020, 02:20    | Mahia, LC-1A    | TriSept; Unseenlabs; Swarm; Auckland Programme for Space Systems; Valve | 55 kg        | Sukces        |
| 17       | The Owl's Night Begins           | 15 grudnia 2020, 10:09      | Mahia, LC-1A    | Synspective | 150 kg       | Sukces        |
| 2021     |                                  |                             |                 | |              |               |
| 18       | Another One Leaves The Crust     | 20 stycznia 2021, 07:26     | Mahia, LC-1A    | OHB Group | 50 kg        | Sukces        |
| 19       | They Go Up So Fast               | 22 marca 2021, 22:30        | Mahia, LC-1A    | BlackSky, Fleet Space Technologies, Myriota, Uniwersytet Nowej Południowej Walii, Care Weather Technologies, Dowództwo Obrony Powietrznej i Antybalistycznej Sił Lądowych USA (US Army Space & Missile Defense Command) |              | Sukces        |
| 20       | Running Out Of Toes              | 15 maja 2021, 11:11         | Mahia, LC-1A    | BlackSky | 112 kg       | Niepowodzenie |
| 21       | It's A Little Chile Up Here      | 29 lipca 2021, 06:00        | Mahia, LC-1A    | United States Space Force |              | Sukces        |
| 22       | Love At First Insight            | 18 października 2021, 01:38 | Mahia, LC-1A    | BlackSky | 112 kg       | Sukces        |
| 23       | A Data With Destiny              | 9 grudnia 2021, 00:02       | Mahia, LC-1A    | BlackSky | 112 kg       | Sukces        |
| 2022     |                                  |                             |                 | |              |               |
| 24       | The Owl's Night Continues        | 28 lutego 2022, 20:37       | Mahia, LC-1B    | Synspective | 150 kg       | Sukces        |
| 25       | Without Mission A Beat           | 2 kwietnia 2022, 12:41      | Mahia, LC-1A    | BlackSky | 112 kg       | Sukces        |
| 26       | There And Back Again             | 2 maja 2022, 22:49          | Mahia, LC-1A    | Alba Orbital; Astrix Astronautics; Aurora Propulsion Technologies; E-Space; Spaceflight |              | Sukces        |
| 27       | CAPSTONE                         | 28 czerwca 2022, 09:55      | Mahia, LC-1B    | NASA; Advanced Space | 327 kg       | Sukces        |
| 28       | Wise One Looks Ahead             | 13 lipca 2022, 06:30        | Mahia, LC-1A    | NRO (National Reconnaissance Office) |              | Sukces        |
| 29       | Antipodean Adventure             | 4 sierpnia 2022, 05:00      | Mahia, LC-1B    | NRO (National Reconnaissance Office) |              | Sukces        |
| 30       | The Owl Spreads Its Wings        | 15 września 2022, 20:30     | Mahia, LC-1B    | Synspective | 100 kg       | Sukces        |
| 31       | It Argos Up From Here            | 7 października 2022, 17:09  | Mahia, LC-1B    | General Atomics Electromagnetic Systems |              | Sukces        |
| 32       | Catch Me If You Can              | 4 listopada 2022, 17:27     | Mahia, LC-1B    | SNSA (Szwedzka Narodowa Agencja Kosmiczna) | 50 kg        | Sukces        |
| 2023     |                                  |                             |                 | |              |               |
| 33       | Virginia is for Launch Lovers    | 24 stycznia 2023, 23:00     | Virginia, LA-0C | HawkEye 360 |              | Sukces        |

## Lista planowanych startów
| Nr misji | Data startu   | Miejsce startu  | Klient                                      |
| -------- | ------------- | --------------- | ------------------------------------------- |
| 2023     |               |                 |                                             |
|          | Styczeń 2023  | Mahia, LC-1A    | Capella Space                               |
|          | Maj 2023      | Virginia, LA-0C | MIT (Massachusetts Institute of Technology) |
|          | Czerwiec 2023 | Virginia, LA-0C | MIT (Massachusetts Institute of Technology) |
|          | 2023          | Mahia, LC-1A    | NASA                                        |
|          | 2023          | Mahia, LC-1A    | Astroscale                                  |
|          | 2023          | Virginia, LA-0C | HawkEye 360                                 |
|          | 2023          | Mahia, LC-1A    | Kinesis                                     |
|          | 2023          | Mahia, LC-1A    | Kinesis                                     |
|          | 2023          | Mahia, LC-1A    | Kinesis                                     |
|          | 2023          | Mahia, LC-1A    | Kinesis                                     |
|          | 2023          | Mahia, LC-1A    | Kinesis                                     |
|          | 2023          | Mahia, LC-1A    | Akash Systems Inc.                          |
|          | 2023          | Mahia, LC-1A    | Synspective                                 |
|          | 2023          | Mahia, LC-1A    | Rocket Lab                                  |
| 202...   |               |                 |                                             |
|          | 2024          | Mahia, LC-1A    | HawkEye 360                                 |
|          | 2024          | Mahia, LC-1A    | Eta Space                                   |
|          | 202...        | Mahia, LC-1A    | Planet Labs                                 |
|          | 202...        | Mahia, LC-1A    | Planet Labs                                 |